# Ирина Мономахина
Ирина Мономахина (ок.1007 – след 2 септември 1031) е византийска аристократка, роднина на византийския император Константин IX Мономах. Според Vita S. Elisabeth Ирина Мономахина е била съпругата на унгарския принц и светец Имре (Св. Емерик) - син на унгарския крал Ищван I. Въпреки популярността на тази теза, много изследователи изказват съмнение в достоверността ѝ. Алтернативни теории идентифицират съпругата на Имре с неизвестна по име византийка от рода на Аргирите, с хърватска принцеса или с дъщеря на полския крал Мешко II Лямберт.
|  | Тази страница частично или изцяло представлява превод на страницата Irene Monomachina в Уикипедия на английски. Оригиналният текст, както и този превод, са защитени от Лиценза „Криейтив Комънс – Признание – Споделяне на споделеното“, а за съдържание, създадено преди юни 2009 година – от Лиценза за свободна документация на ГНУ. Прегледайте историята на редакциите на оригиналната страница, както и на преводната страница, за да видите списъка на съавторите. ВАЖНО: Този шаблон се отнася единствено до авторските права върху съдържанието на статията. Добавянето му не отменя изискването да се посочват конкретни източници на твърденията, които да бъдат благонадеждни. |